# Joseph Weber
Pour les articles homonymes, voir Weber.
Joseph Weber (né le 17 mai 1919 à Paterson et mort le 30 septembre 2000 à Pittsburgh) est un physicien américain, célèbre en particulier pour avoir fabriqué le premier détecteur d'ondes gravitationnelles, aujourd'hui connu sous le nom de « barre de Weber. » Il est considéré[Par qui ?] comme le précurseur de la recherche des ondes gravitationnelles, bien que son expérience n'ait mené à aucune détection de son vivant. On lui doit également l'idée d'utiliser l'interférométrie laser dans ce domaine[réf. nécessaire] : interféromètres Virgo, LIGO, LISA[pas clair].